# Парагвај на Светском првенству у атлетици на отвореном 2019.
Парагвај је учествовао на 17. Светском првенству у атлетици на отвореном 2019. одржаном у Дохи од 27. септембра до 6. октобра седамнаести пут, односно учествовао је на свим првенствима до данас. Репрезентацију Парагваја представљао је 1 атлетичар који се такмичио у маратону.,.
На овом првенству такмичар Парагваја није освојиои ниједну медаљу нити је остварио неки резултат јер није завршио трку.

## Учесници
Мушкарци:
- Дерлис Ајала — Маратон

## Резултати

### Мушкарци
| Атлетичар    | Дисциплина | Лични рекорд | Квалификације | Квалификације | Полуфинале | Полуфинале | Финале            | Финале            | Детаљи |
| Атлетичар    | Дисциплина | Лични рекорд | Резултат      | Место         | Резултат   | Место      | Резултат          | Место             | Детаљи |
| ------------ | ---------- | ------------ | ------------- | ------------- | ---------- | ---------- | ----------------- | ----------------- | ------ |
| Дерлис Ајала | маратон    | 2:10:27 НР   |               |               |            |            | Није завршио трку | Није завршио трку |        |